# Sonate pour piano no 1 de Rachmaninov
Pour les articles homonymes, voir Sonate pour piano.
La Sonate pour piano no 1 en ré mineur, opus 28 de Sergei Rachmaninov a été écrite à Dresde entre novembre 1907 et mai 1908. Elle est contemporaine de sa seconde symphonie.
Elle est inspirée du Faust de Goethe et s'apparente aux symphonies à programme sur le modèle de la Faust Symphonie de Franz Liszt. Chaque mouvement représente l'un des personnages de l'intrigue : Faust, Marguerite et Méphistophélès.
La création eut lieu au conservatoire de Moscou le 17 octobre 1908 par le pianiste Constantin Igoumnov, ce qui n'est pas habituel, le compositeur ayant l'habitude de jouer ses propres œuvres. Rachmaninov pensait à la transcrire pour orchestre sous forme de symphonie, mais il renonça à ce projet. De fait, l'œuvre, très complexe et dense, offre une multitude d'affects et contrastes pianistiques.
Elle comporte trois mouvements et son exécution demande environ 40 minutes :
- Allegro moderato
- Lento
- Allegro molto